# باولو برينر
باولو برينر (بالألمانية: Paolo Brenner)‏ هو جراح ألماني، ولد في 21 مايو 1966 في هوشتات أن در دوناو في ألمانيا.